# Marie Jönsson
Marie Jönsson, född 1961, är en svensk jurist. Hon är justitieråd i Högsta förvaltningsdomstolen sedan 2020.

## Biografi
Marie Jönsson avlade juristexamen vid Lunds universitet 1986. Hon tjänstgjorde som notarie vid Länsrätten i Norrbottens län 1986–1989 och var assessor i Kammarrätten i Stockholm 1992–1993. Hon var rättssakkunnig i Socialdepartementet 1993–1996, i Justitiedepartementet 1996–1997 och tjänstgjorde i Finansdepartementet 1998–2006 som rättssakkunnig, kansliråd, t.f. departementsråd och ämnesråd. Hon var chefsrådman vid Förvaltningsrätten i Stockholm 2006–2014 och lagman i Kammarrätten i Stockholm 2015–2020. Marie Jönsson är justitieråd i Högsta förvaltningsdomstolen sedan 2020.
Hon har medverkat i flera statliga utredningar, bl.a. som expert i Nämndemannautredningen 2012–2013, sakkunnig i Utredningen om stärkt rättssäkerhet i skatteförfarandet 2012–2013, särskild utredare i Utredningen om tonnageskatt och andra stöd för sjöfartsnäringen 2013–2015 och särskild utredare i Utredningen om informationsskyldighet för skatterådgivare 2017–2018. Hon var ledamot i Skatterättsnämnden 2015–2020 (ersättare 2008–2015).